# P. T. 바넘
피니어스 테일러 바넘(Phineas Taylor Barnum, 1810년 7월 5일 ~ 1891년 4월 7일)은 미국의 하원의원, 엔터테이너, 기업인, 사기꾼이다. 미국 역사상 가장 유명한 서커스 대표이자, 대중 문화에 큰 영향을 끼친 인물 중 하나이다. 바넘이 세운 바넘 & 베일리 사이러스 서커스는 그의 독특한 아이디어와 재주, 그리고 대중들을 사로잡는 능력으로 전 세계적인 명성을 얻었다. 그의 일생과 업적, 그리고 주변의 평가는 바넘이 현대 예술과 엔터테인먼트 산업에 미치는 영향과 함께 그의 본성과 이념을 이해하는 데 중요한 역할을 한다.
60대에 서커스사업을 시작하여 링링 브라더스 앤드 바넘 & 베일리 서커스 서커스단을 설립한 것으로 잘 알려져 있다. 1824년부터 1854년까지는 민주당 소속이었고 1854년부터 1891년까지는 공화당 소속이었다. '1분마다 호구가 한명씩 태어난다.'라는 미국의 속담이 그가 처음 한 말이라는 이야기가 있으나, 증거는 없다.

## 생애
피니어스 테일러 바넘은 1810년 7월 5일에 코네티컷주 베설에서 여관주인이자 재단사인 아버지와 그의 두번째 아내 사이에서 태어났다. 그의 부모는 상인으로, 바넘이 어린 시절에 상점에서 일하며 세계에 대한 호기심을 키웠다. 그는 어릴 때부터 독창적인 상상력을 지니고 있었으며, 이는 나중에 그의 서커스 사업에 큰 도움이 되었다.
20대 초반에 신문사를 운영하다가 1834년 뉴욕으로 이주하였다. 그는 뉴욕의 다양한 극단에서 활동하며 엔터테이먼트 경력을 쌓았다. 바넘의 성공은 그의 창의성과 대중들을 끌어모으는 능력에 있었다. 뉴욕의 한 박물관을 구입한 그는 박물관의 이름을 바넘 아메리카 박물관으로 바꾸고 자신의 엔터테이먼트 사업의 홍보처로 사용했다. 그는 이 박물관에서 피지 인어(남태펴양의 피지인근에서 발견했다고 하여 붙여진 이름이다. 실제로는 어린 원숭이의 상반신에 물고기의를 연결한 것이었다.), "엄지 장군 톰(General Tom Thumb. 본명은 찰스 스트래튼. 난쟁이였다.), 미국 최초의 수족관 등 다양한 이색적인 전시물로 사람들의 흥미를 끌었다. 80대의 흑인 여성을 160살이 넘은 조지 워싱턴의 간호사라고 홍보하고, 그녀가 사망한 후에는 해부하여 전시하였다. 또한 스웨덴의 나이팅게일 이라고 불리던 소프라노 제니 린드의 미국 투어를 홍보하기도 했다.
이 박물관은 후에 바넘이 세운 서커스의 전신이 되었으며, 대중들에게 큰 인기를 끌었다.
1865년 코네티컷주의 공화당원으로 코네티컷 입법부에서 두번 역임하였다. 그는 에이브러햄 링컨의 지지자였으며, 노예제도 폐지를 위해 활동했다. 1875년에는 시장으로 선출되어 도시의 수도 시설과 서리의 가스 등을 설치하고, 주류와 매춘관련 제도를 개선하기 위해 노력했다. 또한 최초의 비영리 병원인 브리지 병원의 초대 회장이기도 했다.
그는 Charity Hallett와 결혼하여 4명의 자식을 두었다. 1873년에 아내가 사망하였고, 이듬해에 친한 친구인 존 피쉬의 딸인 낸시 피쉬와 결혼했다. 낸시는 바넘보다 40살 어렸다.
1891년 뇌졸중으로 사망하였다.

## 논란
그러나 바넘의 활동은 때로 논란을 불러일으켰다. 첫 번째로, 바넘이 이용한 홍보 방식은 종종 현실과 거짓을 혼동시키는 경우가 있었다. 바넘은 자신의 서커스를 홍보하기 위해 대단히 과장된 광고를 사용했으며, 때로는 진실과는 거리가 멀었던 정보를 전달하기도 했다. 이는 그가 대중을 유인하고 자신의 비즈니스를 홍보하기 위해 얼마나 멀리 갈 수 있는지에 대한 논란을 불러일으켰다. 바넘이 자신의 서커스를 성공적으로 홍보하고 대중의 이목을 끈 것은 사실이지만, 이 과정에서 과장과 오보가 사용된 측면은 논란거리였다.
두 번째로, 바넘은 종종 이색적인 인물과 장애인을 이용하여 수익을 창출했다. 그의 서커스에는 질문 가장 박사와 같은 이색적이거나 비정상적으로 여겨지는 인물들이 종종 등장했다. 이들은 대중의 호기심과 관심을 자아내는 데 사용되었지만, 이는 그들을 단순히 오락의 대상으로 삼는 것으로 비판받기도 했다. 또한 이들이 얼마나 자발적으로 그의 서커스에 참여했는지에 대한 의문도 제기되었다. 바넘이 이들을 대중적인 무대에 세우고 그들로부터 이익을 얻는 것은 그의 비즈니스 전략 중 하나였지만, 이는 논란의 여지가 있었다.
세 번째로, 바넘의 활동은 그의 대중 이미지와는 다소 거리가 있는 면도 있었습니다. 바넘은 대중들에게 친근하고 재미있는 인물로 알려져 있지만, 그의 비즈니스 관행과 인격적인 특성은 종종 논란의 대상이 되었다. 그는 자신의 이익을 위해 대중의 호기심을 자극하고 눈길을 끌었지만, 그의 행동은 종종 도덕적인 측면에서 의심을 받았다. 그의 서커스는 대중적인 즐거움과 함께 인종차별이나 이색화에 대한 부정적인 시선도 받았으며, 이는 그가 성공을 위해 어떤 수단이든 채택할 수 있다는 인상을 줄 수 있었다.
마지막으로, 바넘의 논란은 그의 삶과 활동을 다룬 영화와 뮤지컬을 통해 계속되었다. "위대한 쇼맨"과 같은 작품은 바넘의 서커스를 화려하게 재현하면서도, 그의 논란적인 면모를 다루기도 했다. 이를 통해 바넘은 동시에 칭송과 비판의 대상이 되었다. 그의 이야기는 인간적인 모순과 도덕적인 판단의 경계를 탐구하며, 우리에게 무엇이 정확히 옳고 그름인지에 대해 생각하게 만들었다.
결론적으로, 피니어스 테일러 바넘은 대중 문화의 중요한 인물 중 하나로 자리잡았지만, 그의 활동은 항상 논란의 대상이 되었다. 그의 서커스는 대중적인 인기를 끌었지만, 그의 홍보 방식과 이용한 수단은 종종 현대적인 시각에서 비판을 받았다. 바넘이 대중의 관심을 끈 뒤에는 그의 인격과 도덕성에 대한 논란이 항상 따랐으며, 이는 그가 세운 영향력이 어떤 의미를 가지는지를 고민하게 만들었다. 그의 이야기는 늘 칭찬과 비판의 대상이 되며, 우리에게 그의 시대와 우리의 시대를 비교하고 반성해보게 한다.

## P. T. 바넘을 소재로 한 작품

### 영화
- 미국: 위대한 쇼맨 (2017년)

## 같이 보기
- 바넘 효과
- 인간 동물원